# Ardisia daphinifolia
Ardisia daphinifolia är en viveväxtart som beskrevs av C.M.Hu. Ardisia daphinifolia ingår i släktet Ardisia och familjen viveväxter. Inga underarter finns listade i Catalogue of Life.